# Список (фильм, 1996)
«Список» (иер. трад. 三個受傷的警察, упр. 三个受伤的警察, кант.-рус.: 3 го шоу шан дэ цзин ча, англ. The Log) — гонконгский боевик 1996 года режиссёра Вай Ка-Фая. Главные роли в фильме исполнили Кент Чен, Майкл Вон и Джерри Ламб.
Фильм получил четыре номинации на 16-й Гонконгской кинопремии, Кент Чен одержал победу в номинации «Лучшая мужская роль».

## Сюжет
Канун 1997 года, когда Гонконг почти передан Китаю. Рутина полицейской службы нарушается рядом событий, которые грозят выйти из-под контроля: полицейский Диксон (Майкл Вон) случайно убивает пожилую женщину, похищенную бандитом, и его арестовывают; кадет Джерри (Джерри Ламб), совершивший похожее правонарушение, был оправдан; офицер Гамп (Кент Чен) планирует выйти на пенсию, но узнаёт, что у его жены роман с его же начальником. Гамп впадает в уныние и решается на отчаянный поступок.

## В ролях
- Кент Чен — Гамп
- Майкл Вон — Диксон
- Джерри Ламб — Джерри
- Шер Енг[кит.] — жена Гампа
- Фредерик Мао[англ.] — Гу Гоань
- Стив Ли[кит.]
- Стивен Фанг[англ.] — Пол
- Энди Ли[кит.] — Брат Бао

## Награды и номинации
| Награды                     | Награды                           | Награды              | Награды   |
| Кинопремия                  | Категория                         | Лауреат / претендент | Результат |
| --------------------------- | --------------------------------- | -------------------- | --------- |
| 16-я Гонконгская кинопремия | Лучшая режиссёрская работа        | Дерек Чиу            | Номинация |
| 16-я Гонконгская кинопремия | Лучшая мужская роль               | Кент Чен             | Победа    |
| 16-я Гонконгская кинопремия | Лучшая мужская роль второго плана | Джерри Ламб          | Номинация |
| 16-я Гонконгская кинопремия | Лучшая музыка                     | Тац Лау              | Номинация |